# Polabes
Ne doit pas être confondu avec Polabes (tribu).

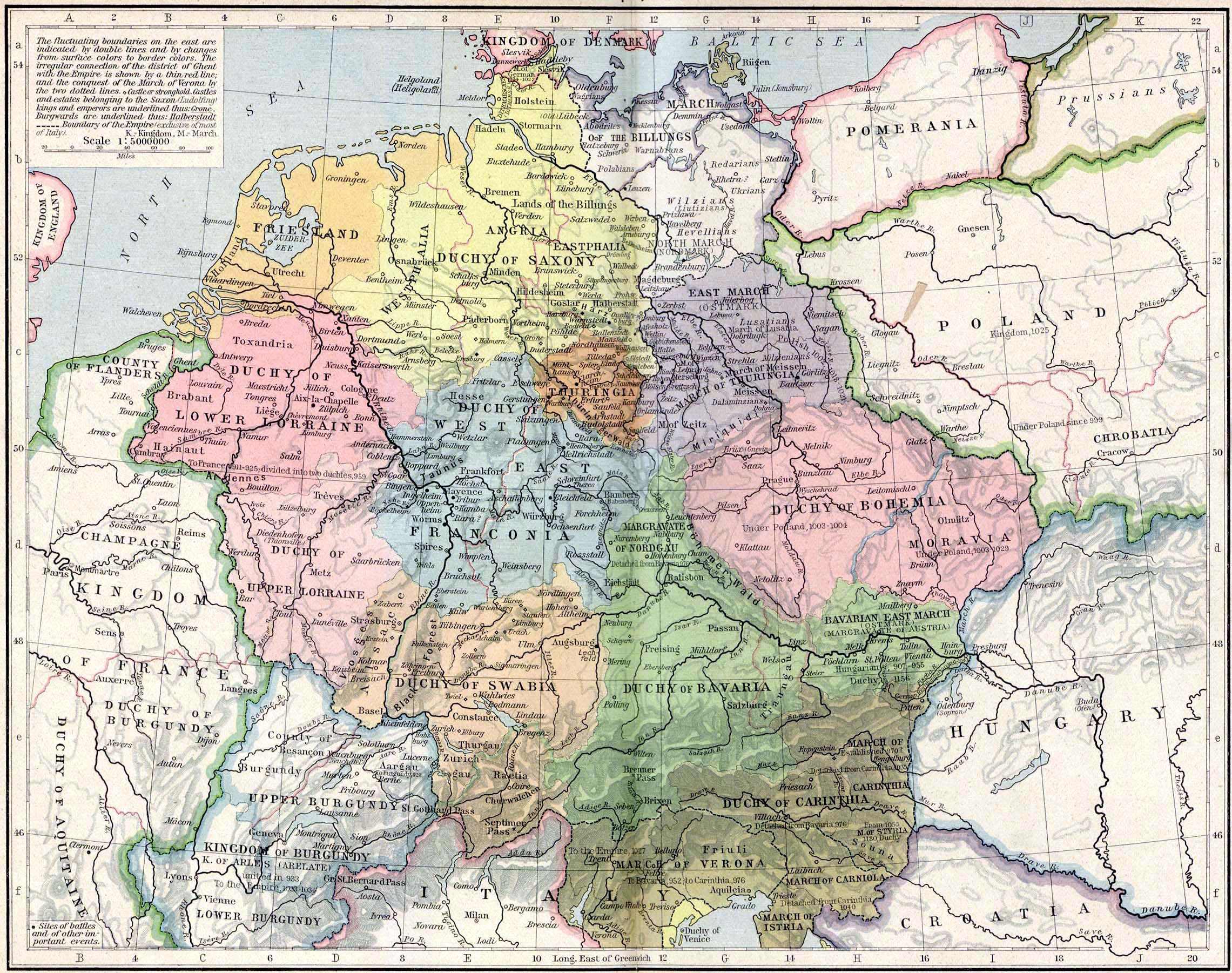
Carte de l'Europe centrale et occidentale de 919 à 1125, par William Shepherd. Le territoire des Polabes est délimité en violet au nord de la carte, avec les Obotrite et Vélètes en blanc et les groupes Sorabes colorés en violet.

Les Polabes, également connus sous le nom de Slaves de l'Elbe et plus largement sous le nom de Wendes, est un terme collectif appliqué à un certain nombre de tribus léchitiques (slaves occidentales) qui vivaient dispersées le long de l'Elbe dans ce qui est aujourd'hui l'Allemagne de l'Est. Leur territoire s'étendait approximativement de la mer Baltique au nord, de la Saale et du Limes Saxoniae à l'ouest, des monts Métallifères et des Sudètes occidentales au sud, jusqu'à la Pologne médiévale à l'est.
Les Polabes, conquis par les Saxons et les Danois à partir du IXe siècle, furent inclus et progressivement assimilés au sein du Saint-Empire romain germanique. Les tribus se sont progressivement germanisées et assimilées au cours des siècles suivants ; les Sorabes sont les seuls descendants des Polabes médiévaux à avoir conservé leur identité et leur culture.
La langue polabe est aujourd’hui éteinte. Cependant, les deux langues sorabes sont parlées par environ 22 000 à 30 000 habitants de la région. Le gouvernement allemand considère le haut et le bas sorabe comme langues régionales officielles.

## Tribus

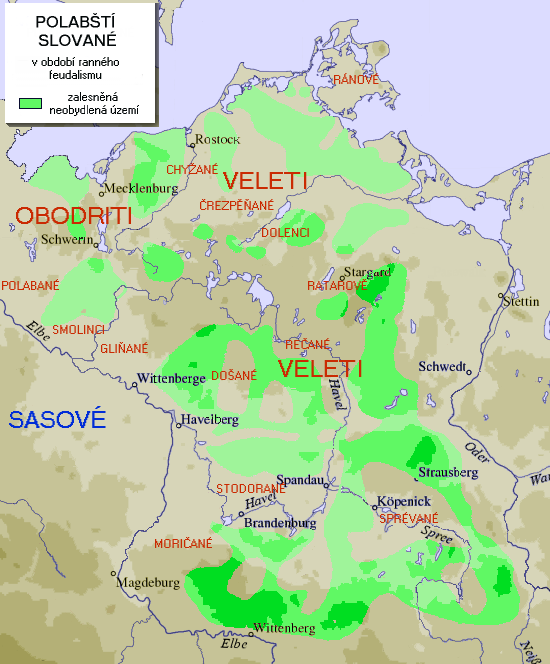
Carte des tribus polabes ; le vert représente une zone forestière inhabitée.

Le « Géographe bavarois », dans un document médiéval anonyme compilé à Ratisbonne en 830, donne une liste des tribus d'Europe centrale vivant à l'est de l'Elbe, ainsi que du nombre de leur civitates. Il cite notamment les Uuilci (Veleti) avec 95 civitates, les Nortabtrezi (Obotrites) avec 53 civitates, les Surbi (Sorabes (en)) avec 50 civitates, les Milzane (Milceni) avec 30 civitates, les Hehfeldi (Hevelli (en)) avec 14 civitates. La Grande Encyclopédie soviétique classe les Polabes en trois tribus principales : les Obotrites, les Vélètes et les Sorabes de Lusace.
Les principales tribus de la confédération obotritique étaient les Obotrites proprement dits (qui vivaient de la  baie de Wismar jusqu'au lac de Schwerin) ; les Wagriens (Holstein oriental) ; les Warnabi (en) (le haut Warnow et Mildenitz) ; et les Polabes proprement dits (entre la Trave et l'Elbe). D'autres tribus associées à la confédération comprennent les Linones (en) qui vivent près de Lenzen, les Travnjane près de la Trave, et les Drévanes (en) du Wendland hanovrien et du nord de l'Altmark.
De petits groupes de Slaves occidentaux vivaient sur le Main et la Regnitz près de Bamberg, dans le nord-est de la Bavière.

## Histoire

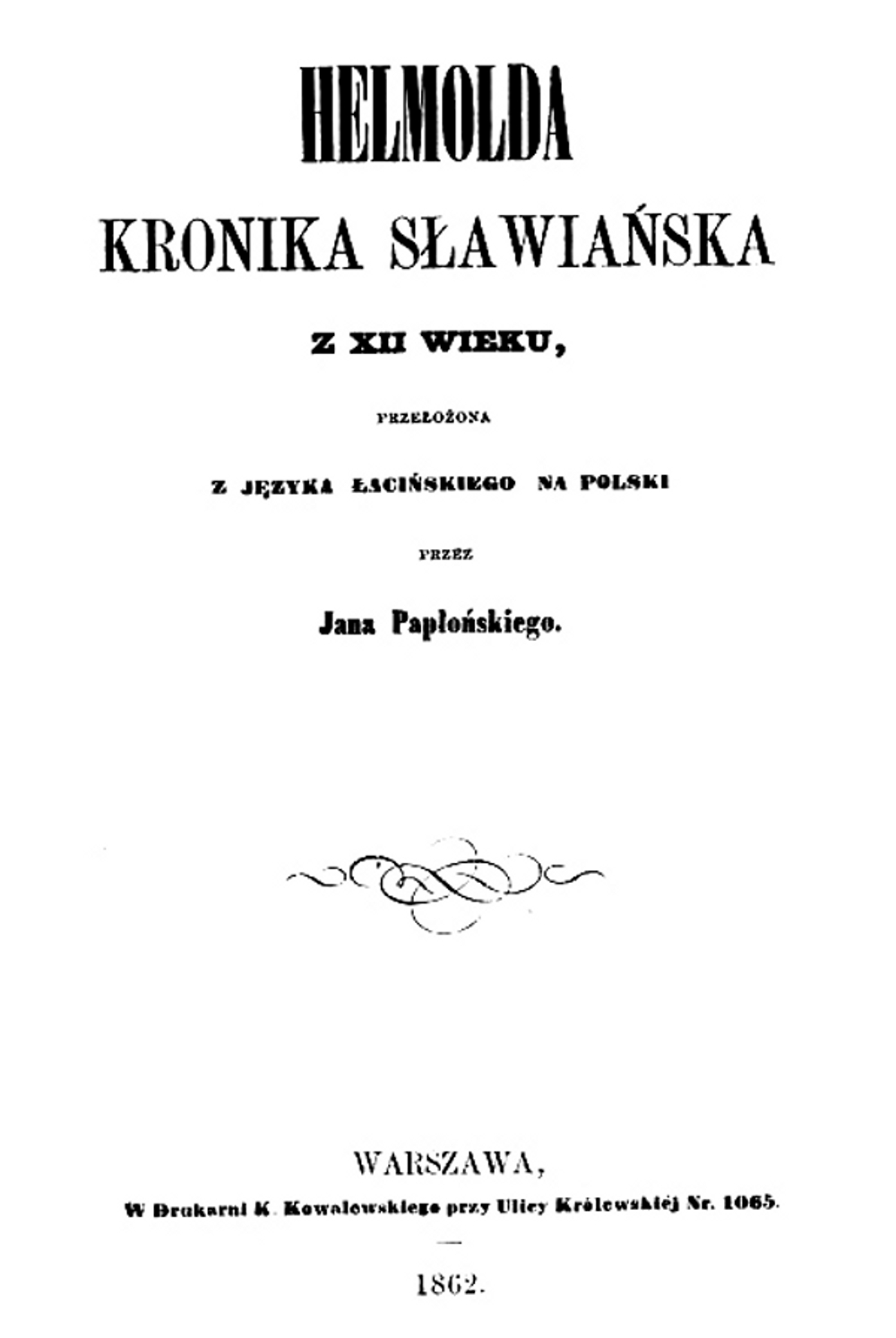
La source principale sur l'histoire des Slaves de Pologne est la Chronica Slavorum de Helmold von Bosau (XIIe siècle), traduite en polonais par Jan Papłoński en 1862.

Les Polabes ont en partie remplacé les tribus germaniques qui avaient émigré au VIe siècle pendant la période des invasions barbares,. Selon la datation au radiocarbone, les premiers Slaves ont atteint le sud-ouest de la Hongrie, Suchohrad en Slovaquie occidentale et Prague en Tchéquie dans le premier tiers du VIe siècle, et Ratisbonne dans le nord-est de la Bavière en 568. La datation la plus ancienne de la poterie de type Prague-Korchak (en) et des sites entre l'Elbe et la Saale et de type Sukow (en) dans le nord-est de l'Allemagne remonte aux années 590. Cependant, la palynologie et d'autres preuves montrent que le territoire allemand s'est emboisé et n'a été que partiellement repeuplé par les Slaves, la plupart des matériaux et des sites datant du VIIIe siècle seulement,.
La zone de peuplement slave était en grande partie stable au VIIIe siècle. Charlemagne enrôla les Obotrites comme alliés dans sa campagne contre les Saxons rebelles du Holstein. De nombreuses tribus slaves tombent alors sous la dépendance de l'Empire carolingien et les Francs crént la Marche sorabe pour se défendre contre les Sorabes. Éginhard, dans sa Vita Karoli Magni, décrit une expédition en territoire slave dirigée par Charlemagne lui-même, en 798. Les Vélètes  furent envahis par les Francs en raison de leurs expéditions continues dans les terres obodrites (alliés des Francs contre les Saxons).
Les campagnes allemandes contre les Slaves commencèrent sérieusement sous la dynastie ottonienne. Henri l'Oiseleur attaqua les Slaves avec sa cavalerie lors de plusieurs campagnes. Sous les règnes d'Henri et de son fils Otton Ier, plusieures marches furent établies pour protéger les acquisitions orientales, comme la Marche des Billung au nord et la Marca Geronis au sud. Après la mort de Géron en 965, la Marche fut divisée en Marche du Nord, Marche de Lusace et Marche de Thuringe, cette dernière étant divisée en marches de Zeitz, de Mersebourg et de Misnie. Des évêchés tels que Magdebourg, Brandebourg et Havelberg ont été fondés pour soutenir la conversion des Slaves au christianisme.
Après la défaite d'Otton II à la bataille de Stilo en 982, les Slaves païens se révoltèrent contre les Germains l'année suivante ; les Hevelli et les Liutizi détruisirent les évêchés de Havelberg et de Brandebourg, et les Obotrites détruisirent Hambourg. Certains Slaves avancèrent au-delà de l'Elbe vers le territoire saxon, mais se retirèrent lorsque le duc chrétien de Pologne, Mieszko Ier, les attaqua depuis l'est. Le Saint-Empire romain germanique ne conservait qu'un contrôle nominal sur les territoires slaves entre l'Elbe et l'Oder. Malgré les efforts des missionnaires chrétiens, la plupart des Slaves de Pologne considéraient Jésus comme un « dieu allemand » et demeuraient païens.
Le prince Obotrite Udo et son fils Gottschalk étendent leur royaume en unifiant les tribus obotrites et en conquérant certaines tribus Liutizi au XIe siècle. Ils encouragent l’établissement d’évêchés pour soutenir l’activité missionnaire chrétienne. Cependant, une révolte en 1066 conduit au meurtre de Gottschalk et à son remplacement par le païen Kruto de Wagrie. Le fils de Gottschalk, Henri, finit par tuer Kruto en 1093.

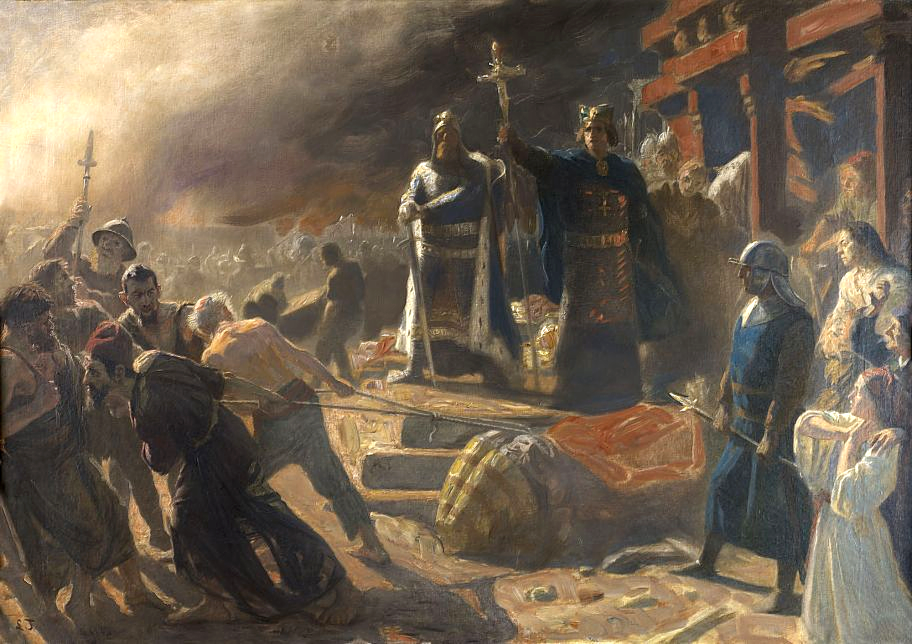
L'évêque danois Absalon détruit l'idole du dieu slave Svantevit à Arkona (tableau de Laurits Tuxen).

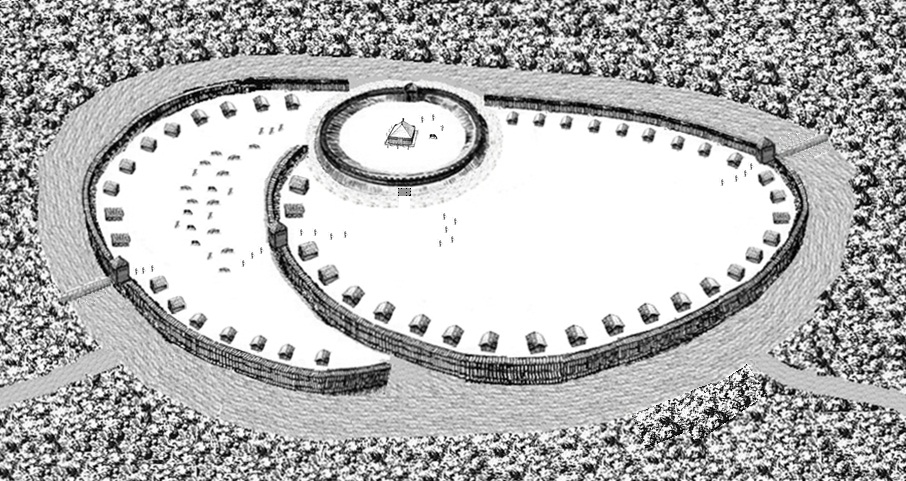
Reconstruction d'un gord slave près de Neubrandenbourg.

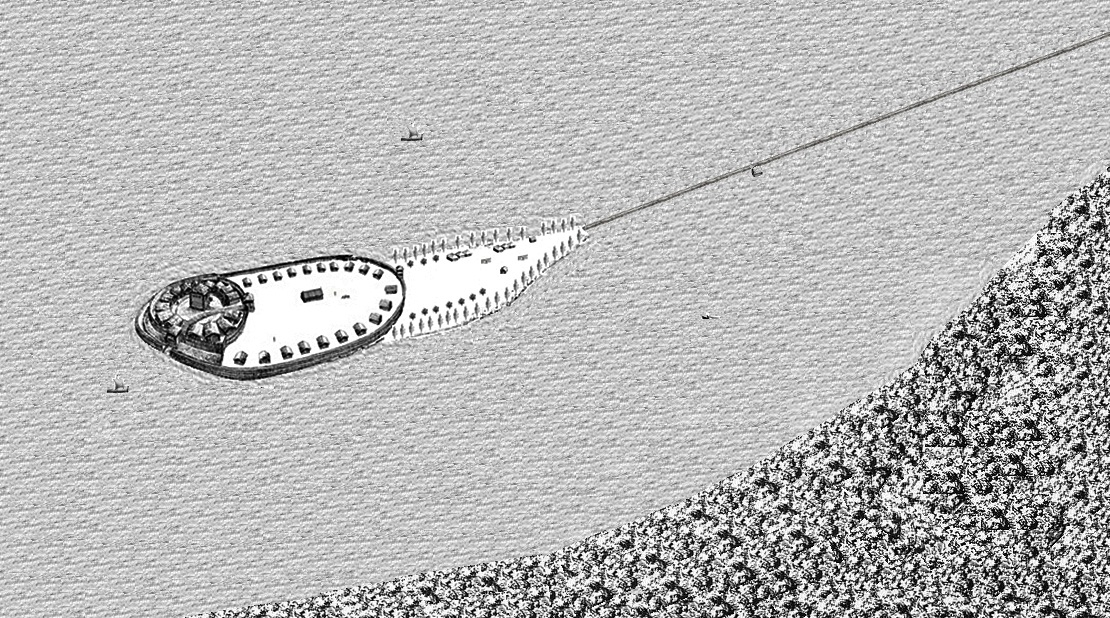
Reconstruction d'un gord slave sur l'île de Burgwallinsel.

De 1140 à 1143, les nobles holsaciens avancèrent en Wagrie pour s'installer définitivement sur les terres des Wagriens païens. Le comte Adolphe II de Holstein et Henri de Badewide (en) prirent le contrôle des colonies polabes de Liubice (en) et de Racisburg. Impressionnés par le succès de la première croisade, les Saxons commencèrent à appeler à une croisade contre leurs voisins slaves. La croisade wende de 1147, menée en parallèle à la deuxième croisade, fut en grande partie un échec, entraînant la dévastation des terres Liutizi et des baptêmes forcés. La campagne a cependant permis aux Saxons de prendre le contrôle de la Wagrie et de la Polabie. Les Obotrites demeurèrent en grande partie en paix avec les Saxons au cours de la décennie suivante, bien que des pirates slaves aient attaqué le Danemark.
À la fin des années 1150, le roi Valdemar le Grand du Danemark demanda l'aide du duc Henri le Lion de Saxe contre les Slaves ; leur coopération conduisit à la mort du prince obotrite Niklot en 1160. Les deux seigneurs chrétiens répartirent une grande partie du territoire conquis entre leurs vassaux. Lorsque le fils exilé de Niklot, Pribislav, organisa une rébellion obotrite, les alliés ripostèrent en occupant Demmin et en repoussant les alliés Liutiziens de Pribislav.
Après avoir conquis la Wagrie et la Polabie dans les années 1140, les nobles saxons tentèrent d'expulser les Slaves « indigènes » et de les remplacer par des colons saxons et flamands. La révolte des Obotrites de 1164, menée par le fils de Niklot, Pribislav, convainquit Henri le Lion que garder les Slaves comme alliés serait moins problématique. Le duc rendit le chrétien Pribislav au pouvoir en tant que prince de Mecklembourg, Kessin (en) et Rostock, et vassal des Saxons.
La stratégie militaire et l'armement ont été les éléments décisifs dans les campagnes du Danemark contre les Slaves de Polabie orientale. Les Danois menaient des raids côtiers et fluviaux rapides, des tactiques similaires à celles des Vikings. Bien qu'ils manquent d'expérience en matière de siège, les Danois parviennent à paralyser les régions slaves en brûlant les récoltes et les villes sans murailles. Les contre-attaques slaves étaient repoussées par les arbalètes et les arcs longs norvégiens. Les Danois occupent Rügen en 1168, conquérant la forteresse rane d'Arkona. De la même manière qu'Henri avait rétabli Pribislav comme vassal saxon, Valdemar permet au prince Rani Jaromar de régner en tant que vassal chrétien des Danois. Après que Valdemar a refusé de partager Rügen avec Henri, le duc saxon demanda l'aide de la confédération obotrite et des Liutizi contre les Danois ; Valdemar mit fin au conflit en payant Henri en 1171.
Alarmé par l'expansion du pouvoir d'Henri le Lion, l'empereur Frédéric Barberousse déposa le duc saxon et redistribua ses terres en 1180/81. Le retrait du soutien saxon laisse les Liutizi et leurs partisans poméraniens (en) vulnérables à la flotte danoise. Une flotte slave qui tentait de reconquérir Rügen fut écrasée dans la baie de Greifswald le 19 mai 1184. Les moines danois s'engagèrent dans une activité missionnaire dans les abbayes de Poméranie, et le prince Boguslaw Ier se rendit au roi danois Canut VI en 1185 pour devenir son vassal.
Pribislav-Henri (en), prince chrétien des Hevelli, lègue ses terres au Saxon Albert l'Ours à sa mort, ce qui conduit à l'établissement du margraviat de Brandebourg.
Les Sorabes de Lusace sont restés en grande partie indépendants. Ils furent temporairement soumis par Charlemagne, mais à sa mort, les liens avec les Francs furent rompus. Au cours d'une série de guerres sanglantes entre 929 et 963, leurs terres furent conquises par le roi Henri l'Oiseleur et son fils Otton le Grand et furent incorporées au royaume de Germanie. Au XIVe siècle, la majorité des Slaves de d'outre-Elbie avaient été germanisés et assimilés. Cependant, les Sorabes, descendants des Milcènes et des Lusiques, conservent leur identité au sein de la Lusace, une région divisée entre les États allemands de Brandebourg et de Saxe.
La langue slave était parlée par les descendants des Drévanes dans la région du bas Elbe jusqu'au début du XVIIIe siècle.

## Société

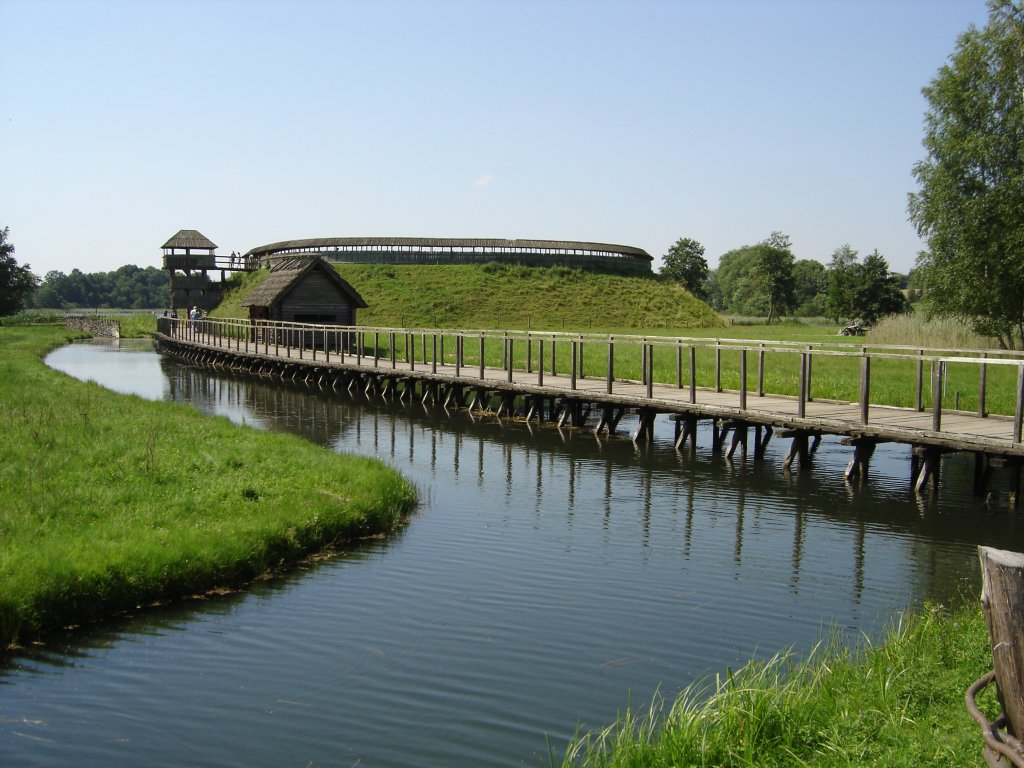
Reconstruction d'un gord slave à Groß Raden, dans le Mecklembourg.

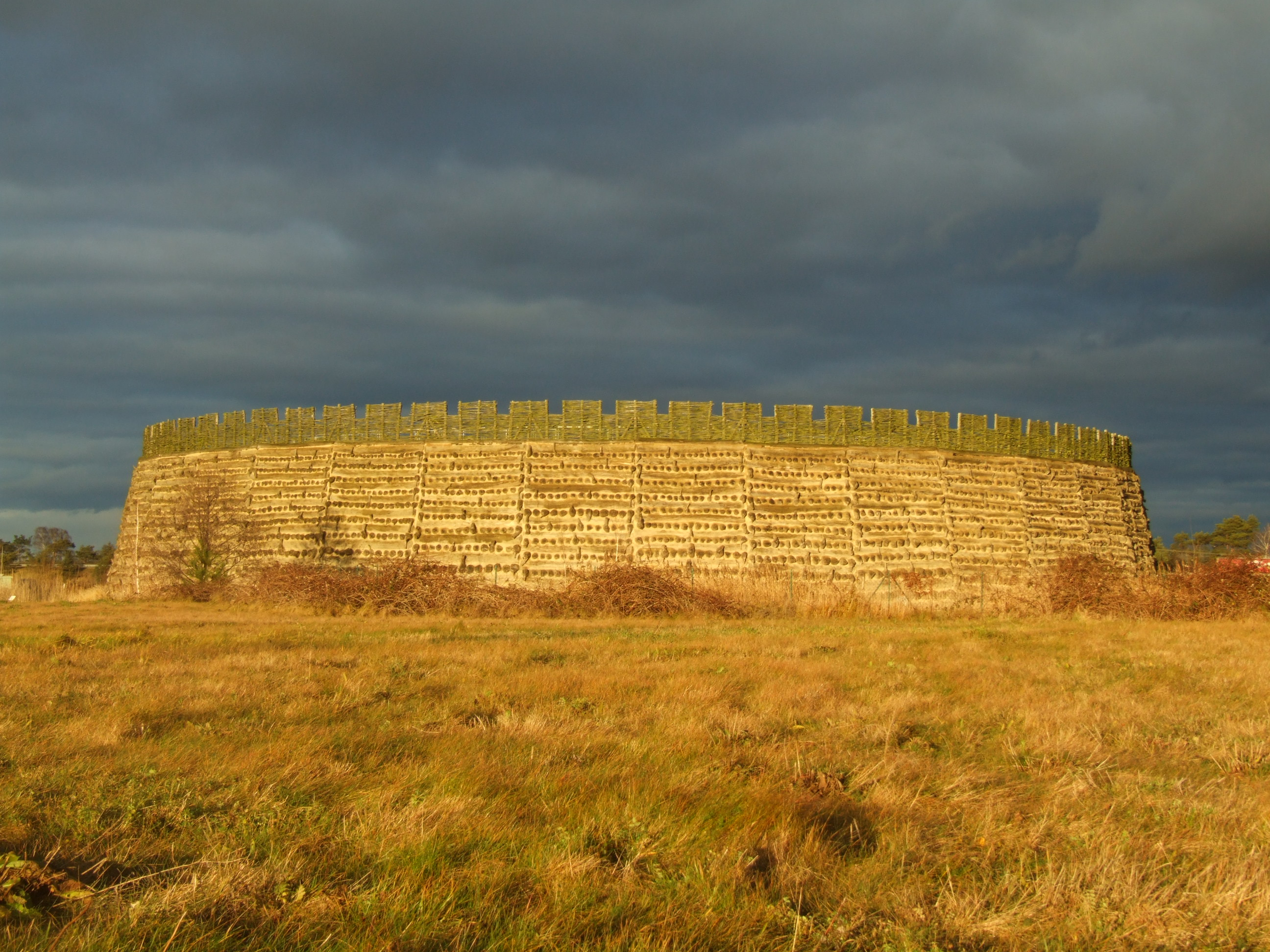
Reconstitution d'un gord slave en Lusace - Raddusch, Vetschau.

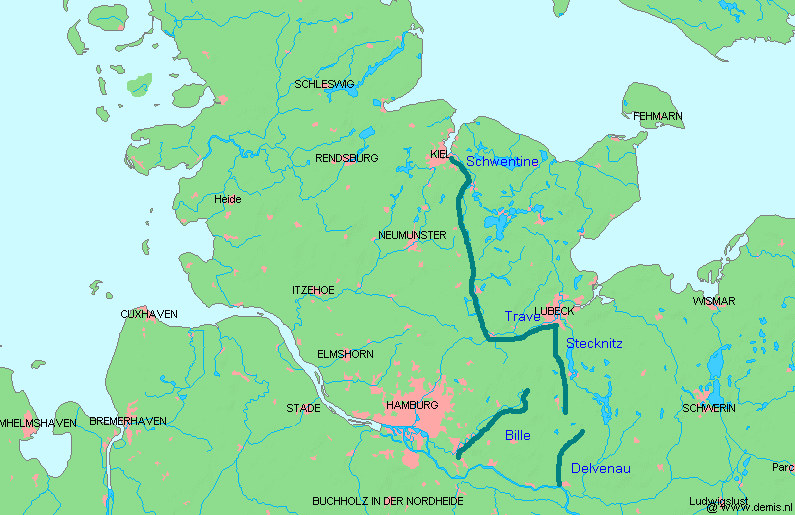
La frontière du Limes Saxoniae entre les Saxons et les Léchites obotrites, établie vers 810 dans l'actuel Schleswig-Holstein.

### Princes
Un prince polabien était connu sous le nom de knez. Son pouvoir, quoique pas absolu, était relativement plus important que celui des rois danois ou suédois dans leurs royaumes. Il était le chef général de sa tribu et était le premier parmi ses nobles, détenant une grande partie de l'arrière-pays boisé et recevant la révérence de ses guerriers. Cependant, son autorité s'étendait en grande partie uniquement au territoire contrôlé par son gouverneur, ou voïvode. Chaque voïvode gouvernait un petit territoire basé autour d'une fortifications.
Le pouvoir princier différait souvent selon les tribus. Le prince obodrite Henrik était capable de maintenir une armée considérable vers 1100 aux dépens des villes, et l'importance du knez au sein des Obodrites n'a fait qu'augmenter après sa mort. Le prince des Ranes, en revanche, était limité par le sénat local, qui était dirigé par le grand prêtre du cap Arkona ; le knez rane était essentiellement le premier parmi les propriétaires fonciers de la tribu.

### Villes
Le pouvoir du prince et de ses gouverneurs était souvent limité par les villes fluviales, connues des chroniqueurs sous le nom de civitates, en particulier sur le territoire des Vélètes. Les villes polabes étaient centrées sur de petits ouvrages en terre disposés en cercles ou en ovales. Le gord était situé à la plus haute altitude de la ville et abritait une caserne, une citadelle et une résidence princière. Il était souvent protégé par des douves, des murs et des tours en bois. En dessous du gord, mais toujours à l'intérieur des murs de la ville, se trouvait l'urbs ou le suburbium, qui abritait les résidences de la noblesse et des marchands. Les villes abritaient souvent des temples en bois dédiés aux dieux slaves. À l'extérieur des murs se trouvaient les maisons des paysans. À l'exception d'Arkona sur l'île de Rügen, peu de villes polabes sur la côte baltique ont été construites près du rivage, par crainte des pirates et des pillards. Bien que peu peuplées par rapport à la Flandre ou à l'Italie, les villes polabes étaient relativement grandes pour la région baltique, par rapport notamment à celles de Scandinavie.

### Paysannerie
La majorité des Polabes étaient paysans dans de petits villages qui se consacraient à l'agriculture (céréales, lin) et à l'élevage (volaille, bétail). Certains villageois étaient pêcheurs, apiculteurs ou trappeurs. Les terres agricoles étaient divisées en une unité appelée kuritz, pour lequel les paysans payaient des taxes sur les céréales au voïvode.

### Forces armées
La société polabe s'est développée au cours des IXe et Xe siècles sous la pression du Saint-Empire romain germanique et des Vikings de Scandinavie. Les Polabes étaient souvent obligés de payer tribut aux rois du Danemark, aux évêques catholiques et aux margraves impériaux. La société polabe s'est militarisée et ses dirigeants ont commencé à organiser des forces armées et des défenses. De nombreux magnats polabes vivaient dans des forteresses forestières, tandis que les villes étaient habitées par des guerriers et des bourgeois.
Les magnats attaquaient souvent les territoires germaniques ou se livraient à la piraterie. En temps de guerre à grande échelle, les Knez prenaient le commandement général. Le voïvode du prince s'assurait le service militaire des guerriers et les impôts des paysans. Alors que la campagne fournissait des forces terrestres, les villes étaient connues pour leurs drakkars, plus légers et plus bas que ceux utilisés par les Danois et les Suédois.
De loin, les flottes polabes ressemblaient à celles des Scandinaves, même si les cibles reconnaissaient les cheveux coupés ras des Slaves et leurs cris de guerre stridents lorsqu'ils s'approchaient. La cavalerie polabe utilisait de petits chevaux qui étaient efficaces dans les campagnes de raids rapides, mais moins efficaces contre la cavalerie lourde saxonne et danoise.

### Religion
La religion était un aspect important de la société polabe. Une grande partie de leur territoire était parsemée de lieux sacrés liés aux dieux slaves. Le clergé était une classe importante qui développait des images et des objets de culte. Les villes polabes comprenaient souvent des temples élaborés, souvent visités pour des offrandes et des pèlerinages. En revanche, les prêtres des campagnes vivaient souvent modestement.